# Ременно-плечевая система
Ременно-плечевая система (РПС) — элемент снаряжения (экипировки) военнослужащего в вооружённых силах различных государств.
В ВС СССР называлась полевое снаряжение для сержантов и солдат мотострелковых частей сухопутных войск.

## История
Распространённая разгрузочная система первой половины XX века.
Появилась в европейских вооружённых силах в годы Первой мировой войны. Является предшественницей разгрузочного жилета. Вопрос об удобстве по сравнению с жилетом остаётся открытым и по настоящее время (начало XXI века).
В первоначальном варианте представляет собой кожаный или брезентовый поясной ремень, выполняющий функцию платформы для крепления патронных сумок (подсумков, патронташей) и поддерживающие лямки (ремни). Патронные сумки (подсумки) крепились к ремню обычной петлей или стальными крючками (в американской системе). Как правило, ременно-плечевая система комплектовалась ранцем, который мог крепиться на РПС, или имел собственные лямки.
В первой половине XX века основными материалами для разгрузочных систем были кожа и брезент. Фурнитура — только металлическая, по большей части стальная. Во время второй мировой войны, в целях экономии стали применяться кожзаменители. С 60-х годов XX века появляются новые материалы: нейлон и алюминиевые сплавы. Со временем синтетика полностью вытеснила брезент и кожу, а пластик — металл.
В Красной Армии называлась — ранцевое походное снаряжение.
В Советской армии РПС была принята после Второй мировой войны под названием «разгрузочная система стрелка, образца 1950 года», в просторечии (армейский жаргон) «разгрузка».
Представляет собой снаряжение, состоящее из ремня поясного, лямки плечевой, сумок и чехлов, для удобной переноски оружия, боевых припасов и средств защиты от ОМП. По своей компоновке к ней были близки разгрузочные системы Вермахта и ВС США.

## Размещение снаряжения
Согласно правилам ношения военной формы одежды ВС СССР на снаряжении (для стрелков) размещались следующим образом на поясном ремне, слева направо:
1. штык-нож (подсумок для обойм СКС)
2. сумка для двух гранат Ф-1 или РГД-5
3. чехол с флягой
4. чехол для защитных чулок и перчаток ОЗК
5. чехол с малой пехотной лопатой (МПЛ-50)
6. сумка для 4-х магазинов АК или подсумок для обойм СКС

Плащ-палатка крепилась на РПС (при необходимости) или укладывалась в вещевой мешок.
Плечевые лямки образца 1960 года в СССР выпускались следующих размеров: 1 рост (до 175см); 2 рост (175-185см); 3 рост (свыше 185см). Вес разгрузочной системы: 300 - 350 грамм